# SAM Colombia
SAM (acronimo spagnolo per Sociedad Aeronáutica de Medellín) è stata una compagnia aerea colombiana. Essa, con il suo hub principale presso l'aeroporto internazionale El Dorado di Bogotà, in Colombia, operava rotte nazionali e internazionali ed era una compagnia aerea sussidiaria di Avianca. Nel 2004 la sua sede era la stessa sede di Avianca a Bogotá.

## Storia

### Operazioni iniziali

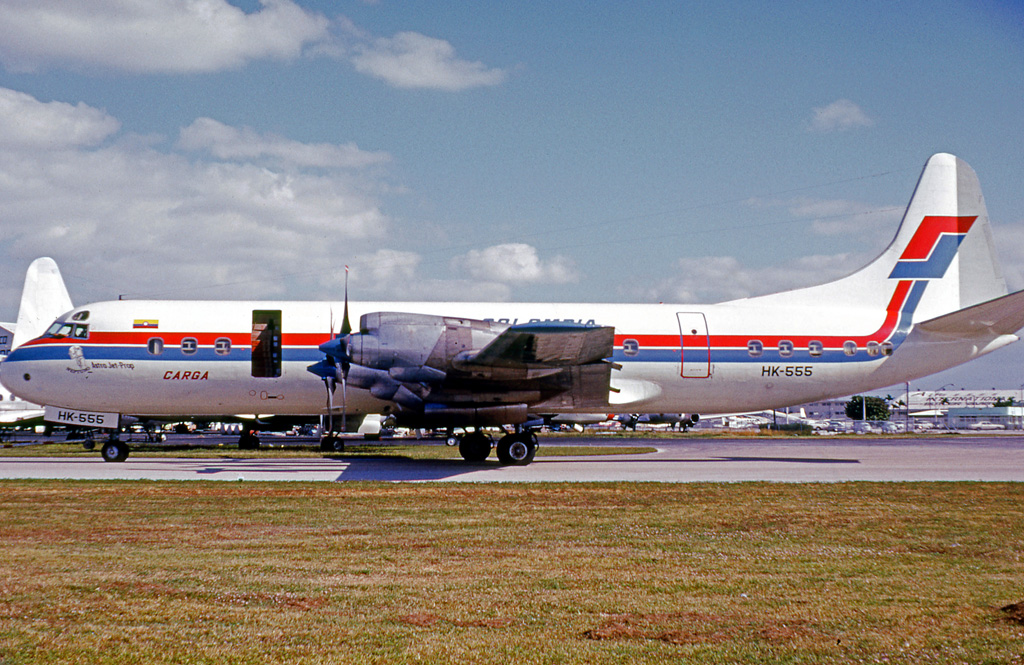
Un ex Lockheed L-188A Electra della SAM che operava un servizio merci all'aeroporto internazionale di Miami nel 1973

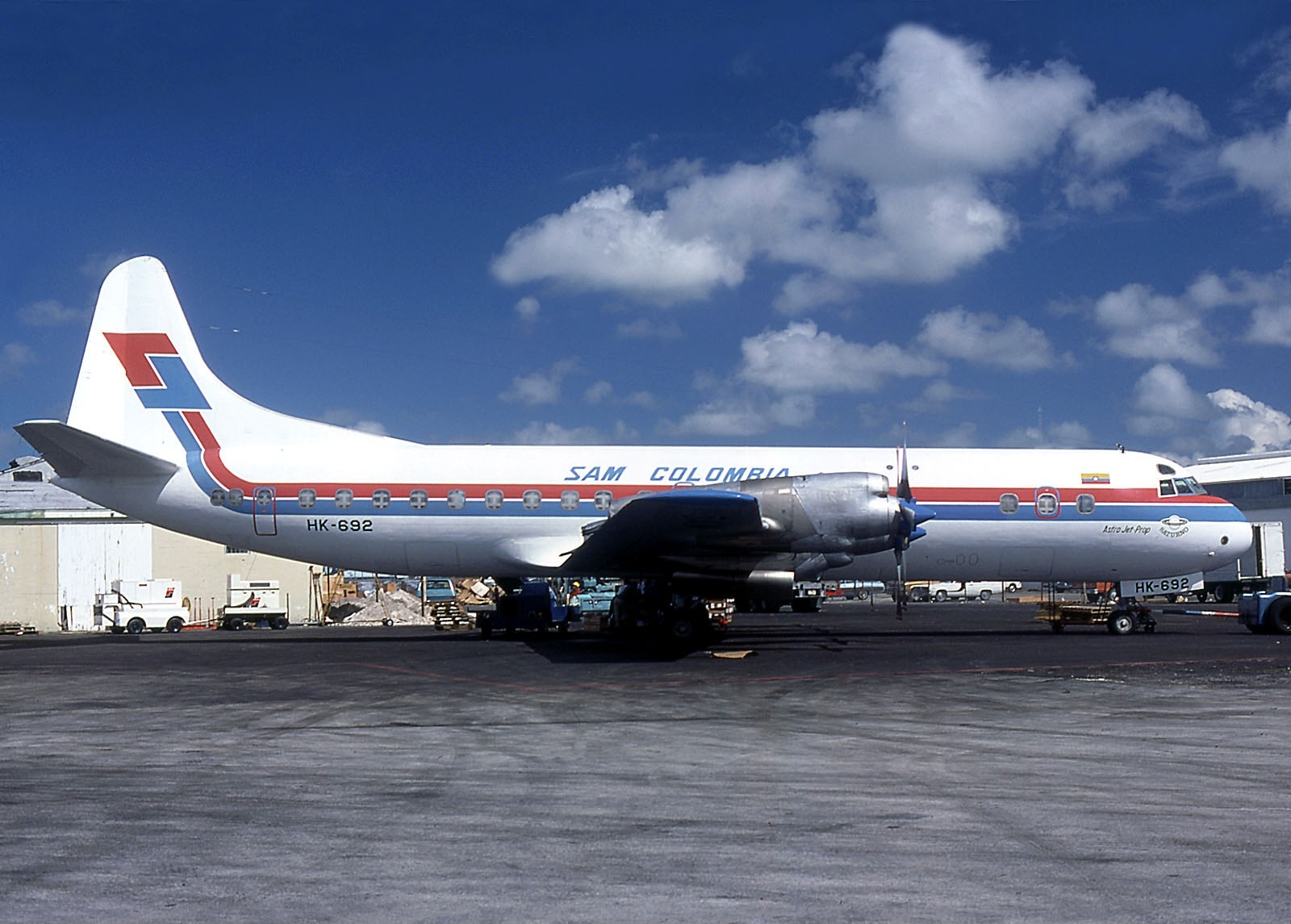
Un Lockheed passeggeri di SAM Colombia all'aeroporto di Miami il 28 agosto 1976

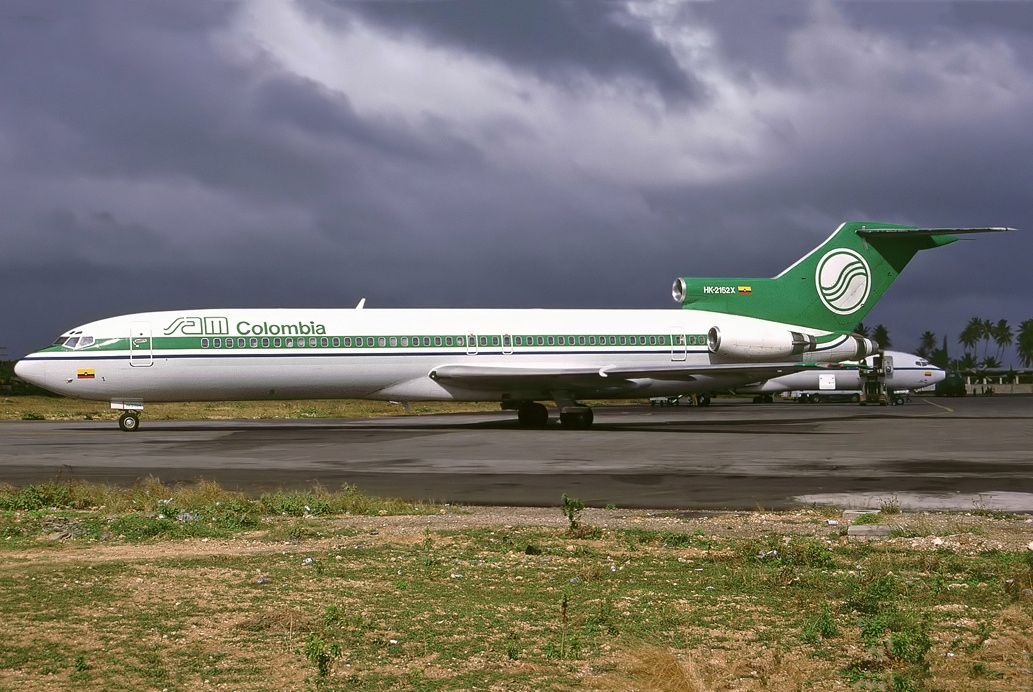
Un ex Boeing 727-200 della SAM in rullaggio all'Aeroporto Internazionale Gustavo Rojas Pinilla nel 1994

Negli anni 1940, un gruppo di imprenditori iniziò a promuovere l'idea di dotare la città di un sistema di trasporto aereo che la collegasse con il resto del Paese e del mondo. L'asse Medellín - Puerto Berrío era sufficientemente dinamico che l'idea fu discussa negli ambienti imprenditoriali di entrambe le città e nell'ottobre 1945, presso l'Ufficio del 3º Notaio, fu registrato un atto che incorporava la Sociedad Aeronáutica de Medellín SA.
La compagnia aerea era nella mente dei suoi primi partner e promotori, gli eventuali fondatori: Luis Coulson, Gilberto Escobar, Julián Restrepo, Joaquín Londoño e Gustavo Correa che, dall'inizio del 1946, iniziarono a realizzare il loro sogno. Fu creata una società con 15.000 azioni, a 10 pesos ciascuna. La sottoscrizione ammontava a Col. $ 150.000, di cui Col. $ 50.000 provenivano da 5.000 azioni acquistate pubblicamente, mentre le restanti 10.000 azioni furono acquistate dal consiglio di amministrazione.
I promotori trovarono un prezioso alleato nella persona del capitano Denis Powelson, esperto del mercato mondiale dell'aeronautica, appassionato, innamorato del Paese ed esploratore delle sue infinite possibilità. La società aveva inizialmente intenzione di acquisire piccoli velivoli, ma il concetto cambiò e crebbe. Ci sarebbero stati aerei a lungo raggio per garantire il mercato delle merci da e per Miami. Il Douglas C-47 arrivò nell'ottobre 1946 e partì dall'aeroporto di Las Playas a Medellín diretto a Miami nel bel mezzo di molti festeggiamenti.

### Anni dopo
Nel secondo anno di attività, le ali di SAM crebbero e iniziarono ad abbracciare il mondo delle città colombiane più vicine con voli per Bogotà, Bucaramanga, Planeta Rica e Barranquilla. L'attività industriale e commerciale aumentò al punto che nel 1950 la flotta comprendeva 18 aerei cargo e le destinazioni più remote. Gli aerei della SAM volarono da e per i Caraibi e il Sud America.
Dopo aver dimostrato la sua efficienza nel trasporto aereo e aver stabilito le rotte che mettevano fine all'isolamento di Medellín e della Colombia, nel 1958 SAM decise di iniziare ai voli passeggeri. Il servizio iniziò con un DC-3 e un C-46, e una delle prime pietre miliari fu San Andres, dove fu la prima compagnia aerea che forniva servizi per l'isola. Due anni dopo arrivò nella sua flotta il primo DC-4 con una capacità di 65 passeggeri, ma fu nel 1970 che SAM divenne famosa per aver inaugurato l'era della propulsione jet in Colombia.
A quel punto la compagnia aerea nazionale/internazionale, attraverso le sue rotte, era diventata veramente colombiana, il che si rifletteva nella sua proprietà. Il Gruppo Santo Domingo aveva finanziato un capitale più ampio per consentire una modernizzazione accelerata e una quota di mercato più ampia.
Con l'introduzione del Lockheed L-188 fu resa possibile l'espansione in America centrale e iniziarono i servizi passeggeri verso il Nicaragua, El Salvador, il Guatemala e la Costa Rica con orari regolari di trasporto merci operati a Miami. L'azienda si è poi modernizzata con il Boeing 727. Successivamente si aggiunsero l'Avro RJ100 e dal de Havilland Canada Twin Otter. Con questi moderni velivoli, SAM unì le più importanti città del Paese, oltre a diverse destinazioni regionali e internazionali.
Ma ci sono stati problemi con i motori degli RJ100, rimasti paralizzati a terra, e la compagnia dovette utilizzare gli aerei di Avianca per coprire i suoi voli, e gli aerei furono restituiti al produttore British Aerospace nel marzo 2000. Di seguito i colombiani acquistarono 3 Cessna 208 Caravan. Ricevettero anche il Fokker 50 e il McDonnell Douglas MD-83 di Avianca.
Nel maggio 2002 SAM, insieme ad Avianca e ACES, aderì alla Summa Alliance. Tuttavia l'anno successivo ACES fu sciolta, a questo si aggiunse l'acquisto di Avianca da parte del Gruppo Synergy e il cambio della sua immagine, per cui scomparvero i colori di SAM. Tuttavia Avianca ordinò a 15 Fokker 100 di SAM di operare nella livrea Avianca con un cartello che diceva "Operato da SAM" sulla fusoliera.

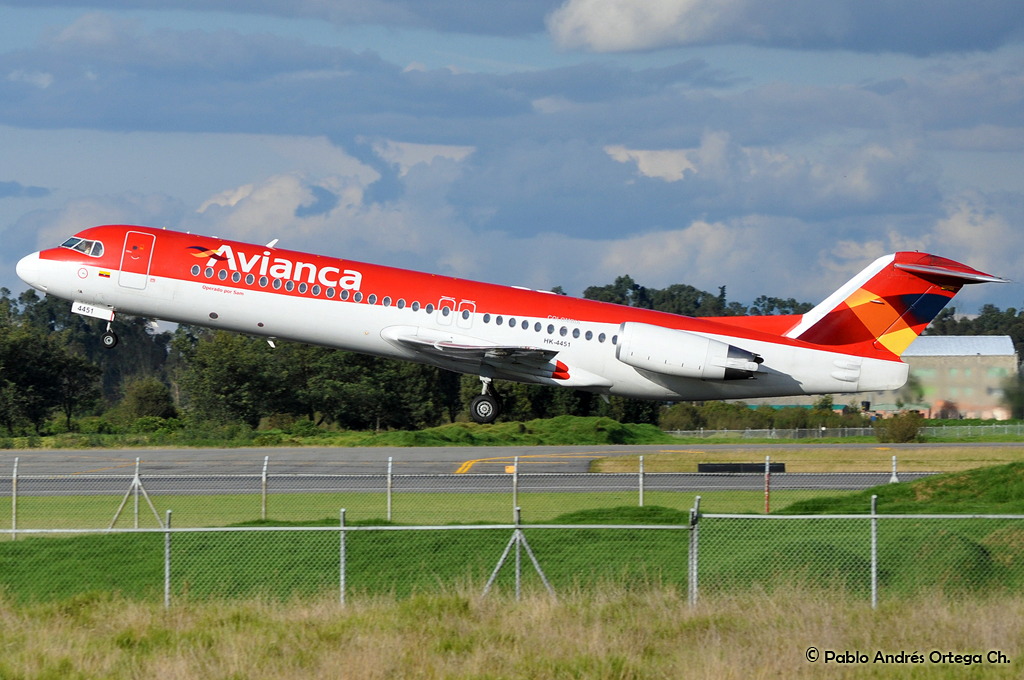
Un Fokker 100 di Avianca con sulla fiancata la frase "Operated by Sam", in fase di decollo all'aeroporto internazionale El Dorado nel 2009.

SAM chiuse le sue operazioni il 4 ottobre 2010 quando il suo ultimo volo decollò da Bogotá diretto a Medellín. Dopo questo volo, SAM venne definitivamente fusa in Avianca.

## Flotta
Quando SAM cessò le operazioni, operava 15 Fokker 100 esclusivi nella livrea Avianca con un cartello che diceva "Operated by Sam" sulla fusoliera. Dopo che Avianca assorbì del tutto SAM come compagnia, la nota viene rimossa da tutti gli aeromobili e continuò a operare le vecchie destinazioni di SAM come Avianca. Quando Avianca cominciò a ristrutturare della flotta i Fokker 100 sono stati ritirati e restituiti alla Fokker Services. SAM intendeva acquistare l'Airbus A318, ma non poté da quando fu integrata in Avianca.
Fino a maggio 2010 la flotta di SAM Colombia consisteva nel seguente tipo di aereo:
| Tipo       | In servizio | Note                                                                                          |
| ---------- | ----------- | --------------------------------------------------------------------------------------------- |
| Fokker 100 | 15          | Utilizzati da SAM nella livrea Avianca dal 2006 al 2010, poi operati da Avianca fino al 2011. |

### Flotta storica
In passato SAM aveva operato una grande varietà di aerei, tra cui:

## Incidenti
- 1 marzo 1950 - Un Douglas C-47 (immatricolato HK-507) decollò dall'aeroporto Olaya Herrera per effettuare un volo di prova a seguito delle riparazioni effettuate sul motore n. 1. Al ritorno in aeroporto il pilota fu autorizzato all'atterraggio. Poco dopo l'aereo entrò in una zona di venti molto forti. Il C-47 impattò al suolo uccidendo il copilota e uno dei due meccanici.[6]
- 13 giugno 1951 - Un altro Douglas C-47 (immatricolato HK-504) effettuò un ritorno d'emergenza ad Olaya Herrera e si schiantò dopo aver colpito la ciminiera di una fabbrica nel sobborgo di Belén a Medellín. Entrambi i piloti a bordo morirono, compresa una persona a terra.[7]
- 8 dicembre 1959 - Un Curtiss C-46 (immatricolato HK-515), in rotta da San Andrés a Cartagena, scomparve. Circa 8 giorni dopo, il carrello d'atterraggio destro viene trovato vicino a Moron Island. Tutti i 42 passeggeri e 3 membri dell'equipaggio sono rimasti presumibilmente uccisi.[8][9]
- 19 marzo 1960 - Il volo SAM 901, un altro Curtiss C-46 (immatricolato HK-516), partì dall'isola di San Andres per un volo a Medellin quando il motore n. 1 iniziò ad avere problemi. L'equipaggio comunicò via radio a Medellin che stavano tornando a Planeta Rica, ma l'aereo si schiantò 11 km a nord-ovest. 25 dei 46 occupanti a bordo rimasero uccisi e l'aereo fu depennato dai registri della compagnia.[10]
- 5 febbraio 1969 - Un Douglas C-54 (immatricolato HK-1065) fu dirottato da un passeggero armato. L'aereo era in viaggio da Barranquilla a Cartagena, Medellín e Cali. Il dirottato chiese ai piloti di essere portati a Cuba. Nessuno dei 47 occupanti a bordo rimase ferito.[11]
- 11 marzo 1969 - Un Douglas C-54 (immatricolato HK-757) fu dirottato durante un volo interno da Medellin a Barranquilla. Un dirottatore entrò in cabina di pilotaggio e chiese di essere portato a Cuba.[12]
- Dal 30 maggio al 2 giugno 1973 un Lockheed L-188 Electra (immatricolato HK-1274), in volo da Cali a Medellin con scalo a Pereira, fu deviato dalla sua rotta facendo scalo ad Aruba, Guayaquil, Lima, Mendoza, Asunción e Buenos Aires. Era stato dirottato da due ex calciatori paraguaiani per motivi economici.[13]
- 19 maggio 1993 - Il volo SAM Colombia 501, un Boeing 727-100 (registrato HK-2422X), in rotta da Panama a Medellín, colpì il monte Paramo de Frontino a 12.300 piedi mentre si avvicinava all'aeroporto internazionale José María Córdova. L'aereo stava sorvolando un terreno montuoso prima di raggiungere effettivamente il faro non direzionale di Abejorral. L'apparecchiatura di misurazione della distanza/VHF Omnidirectional Range (VHF/DME) era stata sabotata dai terroristi e non era in servizio. Morirono tutti i 132 passeggeri (incluso un gruppo di dentisti e medici panamensi diretti a un convegno).[14]

## In altre aree
SAM è stata lo sponsor principale della squadra di calcio dell'Atlético Nacional tra il 1988 e il 1994, e il logo della compagnia aerea è stato utilizzato sulla parte anteriore della loro maglia durante le competizioni di quegli anni, tra cui la Copa Libertadores 1989.